# Death to Smoochy
Death to Smoochy (Brasil: Morra, Smoochy, Morra / Portugal: Smoochy) é um filme de 2002, uma comédia de humor negro anglo-teuto-americana, dirigida por Danny DeVito, que também atua. O filme busca satirizar criticamente os vários programas e apresentadores infantis da TV, tais como Barney, Muppets e Teletubbies que são expressamente citados nos diálogos dos personagens, mas a trama principal explora temas negativos adultos, tais como assassinatos, tentativa de suícido, alusões pejorativas a sexo e homossexualidade, corrupção, propaganda predatória, produtos nocivos, drogas, entre outros.
Filmado em Toronto e Hamilton (Ontário) no Canadá e também em Nova Iorque. Todas as cenas em estúdio de TV foram realizadas no Estúdio de Cinema de Toronto. As cenas da patinação no gelo foram filmadas no Maple Leaf Gardens em Toronto, com coreografia e performances de patinadores canadenses.

## Sinopse
Randolph Smiley, conhecido como "Randolph Arco-Íris", era um poderoso apresentador de TV de um programa infantil até sua carreira ser interrompida ao ser preso pelo FBI, acusado de aceitar propinas de pais que queriam que seus filhos aparecessem em cena. Ele é substituído pelo honesto e socialmente consciente Sheldon Mopes, intéprete do personagem infantil de nome Smoochy, o Rinoceronte, que criara para divertir e motivar crianças e vicíados em drogas internados em clínicas médicas. Smoochy logo se torna um sucesso e dá início a chamada "Rinomania". Randolph ficara desempregado e desabrigado, e passa a odiar Sheldon Mopes pela sua situação. Ele aplica vários planos para desacreditar Sheldon e tirá-lo da TV, acreditando que com isso será chamado de volta para substituí-lo. Mas Randolph não é o principal inimigo de Sheldon. Seu agente e produtores de TV corruptos o pressionam para que aceite participar de lucrativos esquemas criminosos envolvendo Smoochy; e a sua negativa o leva a que conspirem contra sua vida.

## Elenco
- Robin Williams...Randolph "Arco-Íris" Smiley (pastiche de vários apresentadores de TV)
- Edward Norton...Sheldon Mopes/Smoochy, o Rinoceronte (referência a Barney)
- Danny DeVito...Burke Bennett, agente corrupto de Sheldon
- Catherine Keener...Nora Wells, produtora de programas infantis de TV
- Jon Stewart...Marion Frank Stokes, produtor de TV corrupto
- Pam Ferris...Tommy Cotter, chefe da máfia irlandesa
- Michael Rispoli...Spinner Dunn, ex-boxeador com retardo mental
- Harvey Fierstein...Merv Green, dono corrupto de instituição de caridade
- Vincent Schiavelli...Buggy Ding Dong, ex-apresentador infantil viciado em heroína
- Danny Woodburn...Angelo Pike, assistente de palco
- Tracey Walter...Ben Franks
- Todd Graff...Skip Kleinman
- Robert Prosky...proprietário da KidNet, rede de TV (não creditado)